# Війна Богів: Безсмертні
«Війна Богів: Безсмертні» (англ. Immortals, дослівно укр. Безсмертні) — американський фентезійний бойовик режисера Тарсема Сінгха, що вийшов 2011 року. У головних ролях Генрі Кавілл, Стівен Дорфф, Міккі Рурк.
Сценаристом стрічки були Чарлі Парлапанідес і Влас Парлапанідес, продюсерами — Марк Кантон, Раян Кавано і Джанні Наннарі. Вперше фільм продемонстрували 10 листопада 2011 року у низці країн у тому числі і в Україні.

## Сюжет
Мегарський цар Гіперіон на чолі своєї армії залишає попелище на місці кожного грецького міста. Те, що він шукає було викуване самим богом війни Аресом і має неймовірну силу — легендарний Епірський Лук. З його допомогою Гіперіон хоче звільнити титанів і скинути богів. Проте боги не можуть втручатися у справи людей, тому Зевс обирає Тесея і посилає його боротися проти демонів.

## У ролях
| Актор         | Персонаж                       | Роль                                            |
| ------------- | ------------------------------ | ----------------------------------------------- |
| Генрі Кавілл  | Тесей (англ. Theseus)          | смертний, якого обрав Зевс для боротьби зі злом |
| Стівен Дорфф  | Ставрос (англ. Stavros)        | хитрий раб і злодій, який подорожує з Тесеєм    |
| Люк Еванс     | Зевс (англ. Zeus)              | верховний бог греків                            |
| Джон Герт     | старий чоловік (англ. Old Man) | маскування Зевса для спілкування зі смертними   |
| Ізабель Лукас | Афіна (англ. Athena)           | богиня мудрості                                 |
| Келлан Латс   | Посейдон (англ. Poseidon)      | бог моря                                        |
| Фріда Пінто   | Федра (англ. Phaedra)          | оракул                                          |
| Міккі Рурк    | Гіперіон (англ. Hyperion)      | останній мегарський цар                         |
| Деніел Шарман | Арес (англ. Ares)              | бог війни                                       |
| Джозеф Морган | Лісандр (англ. Lysander)       | афінський солдат                                |
| Ґреґ Брик     | Нікомед (англ. Nycomedes)      | монах у служінні Федри                          |

## Сприйняття

### Критика
Фільм отримав загалом змішані відгуки: Rotten Tomatoes дав оцінку 35 % на основі 114 відгуків від критиків (середня оцінка 5/10) і 48 % від глядачів із середньою оцінкою 3,2/5 (64,968 голосів). Загалом на сайті фільми має змішаний рейтинг, фільму зарахований «гнилий помідор» від кінокритиків і «розсипаний попкорн» від глядачів, Internet Movie Database — 6,0/10 (105 874 голоси), Metacritic — 46/100 (23 відгуки критиків) і 6,0/10 від глядачів (231 голос). Загалом на цьому ресурсі від критиків і від глядачів фільм отримав змішані відгуки.

### Касові збори
Під час показу у США, що розпочався 11 листопада 2011 року, протягом першого тижня фільм показали у 3,112 кінотеатрах і він зібрав $32,206,425, що на той час дозволило йому зайняти 1 місце серед усіх прем'єр. Показ фільму протривав 105 днів (15 тижнів) і завершився 23 лютого 2012 року. За цей час фільм зібрав у прокаті у США $83,504,017, а у решті світу $143,400,000, тобто загалом $226,904,017 при бюджеті $75 млн.
Під час показу в Україні, що стартував 10 листопада 2011 року, протягом першого тижня фільм показали у 100 кінотеатрах і він зібрав $678,478, що на той час дозволило йому зайняти 1 місце серед усіх прем'єр. Показ фільму протривав до 11 грудня 2011 року, за цей в Україні фільм зібрав $1,460,812. Із цим показником стрічка зайняла 20 місце у кінопрокаті за касовими зборами і увійшла у список лідерів кінопрокату України 2011 року.

### Нагороди і номінації[12]
| Рік  | Нагорода                               | Категорія                 | Номінант                                       | Результат |
| ---- | -------------------------------------- | ------------------------- | ---------------------------------------------- | --------- |
| 2012 | ASCAP Film and Television Music Awards | Найкасовіші фільми        | стрічка                                        | Перемога  |
| 2012 | Сатурн                                 | Найкращий фільм-фентезі   | стрічка                                        | Номінація |
| 2012 | Сатурн                                 | Найкращий продакшн-дизайн | Том Фоден                                      | Номінація |
| 2012 | Сатурн                                 | Найкращий грим            | Аннік Шартьє, Адрієн Моро, Ніколетта Скарлатос | Номінація |
| 2012 | World Soundtrack Awards                | Відкриття року            | Тревор Морріс                                  | Номінація |